# جيمس أ. هال
جيمس أ. هال (بالإنجليزية: James A. Hall)‏ هو قائد فرقة ‏ وملحن وعازف جاز أمريكي، ولد في 1947.